# Derek McDowell
Derek McDowell (* 11. September 1958 in Dublin) ist ein früherer irischer Politiker der Irish Labour Party. Von 1992 bis 2002 war McDowell Teachta Dála (Abgeordneter) im Dáil Éireann und 2002 von 2007 Mitglied im Seanad Éireann.

## Leben
McDowell studierte am University College Dublin bis 1981 Europäische Sprachen und erwarb dort einen Bachelor of Arts. Er war als Solicitor (beratender Anwalt) tätig. Er versuchte erstmals bei den Wahlen zum Dáil Éireann 1989 einen Sitz für den Wahlkreis Dublin North-Central zu erringen, scheiterte aber. 1991 trat er dann auch kommunalpolitisch in Erscheinung und wurde in den Dublin City Council gewählt und konnte seinen Sitz bis 2004 halten. Bei den nachfolgenden Wahlen zum Dáil Éireann 1992 war er jedoch erfolgreich und konnte auch 1997 an diesen Erfolg anschließen. Bei den Wahlen 2002 verlor er jedoch seinen Sitz im Dáil. Stattdessen wurde er über die Industrie- und Gewerbeliste in den Seanad Éireann gewählt. Sein Versuch, bei den Wahlen 2007 noch einmal in den Dáil einzuziehen, misslang. Von 2009 bis 2011 arbeitete er als Leiter der internationalen Rechtsabteilung der irischen Entwicklungshilfeorganisation Concern Worldwide. Von 2011 war er stellvertretender Regierungspressesprecher und Berater der beiden Tánaiste Eamon Gilmore und Joan Burton.